# ای۱ بلاروس
ای۱ بلاروس (بلاروسی:  Унiтарнае прадпрыемства «А۱») شرکت مخابرات بلاروس است، که در سال ۱۹۹۹ تأسیس شد.